# U-107 (tàu ngầm Đức) (1940)
U-107 là một tàu ngầm tuần dương  Lớp Type IX thuộc phân lớp Type IXB được Hải quân Đức Quốc Xã chế tạo trước Chiến tranh Thế giới thứ hai. Nhập biên chế năm 1940, nó đã thực hiện tổng cộng mười ba chuyến tuần tra, đánh chìm tổng cộng 37 tàu buôn với tổng tải trọng 207.375 GRT và hai tàu chiến phụ trợ tổng tải trọng 10.411 GRT, đồng thời gây hư hại cho ba tàu buôn tổng tải trọng 17.392 GRT và hai tàu chiến phụ trợ tải trọng 8.246 GRT. Trong chuyến tuần tra cuối cùng tại Đại Tây Dương, U-107 bị một thủy phi cơ Short Sunderland của Không quân Hoàng gia Anh đánh chìm trong vịnh Biscay vào ngày 18 tháng 8, 1944.

## Thiết kế và chế tạo

### Thiết kế
Thiết kế của tàu ngầm Type IXB là phiên bản nâng cấp nhỏ từ Type IXA, tăng thêm trữ lượng nhiên liệu để kéo dài tầm xa hoạt động. Chúng có trọng lượng choán nước 1.051 t (1.034 tấn Anh) khi nổi và 1.178 t (1.159 tấn Anh) khi lặn. Con tàu có chiều dài chung 76,50 m (251 ft 0 in), lớp vỏ trong chịu áp lực dài 58,75 m (192 ft 9 in), mạn tàu rộng 6,51 m (21 ft 4 in), chiều cao 9,60 m (31 ft 6 in) và mớn nước 4,70 m (15 ft 5 in).
Chúng trang bị hai động cơ diesel MAN M 9 V 40/46 siêu tăng áp 9-xy lanh 4 thì, tổng công suất 4.400 PS (3.200 kW; 4.300 bhp), dẫn động hai trục chân vịt đường kính 1,92 m (6,3 ft), cho phép đạt tốc độ tối đa 18,2 kn (33,7 km/h), và tầm hoạt động tối đa 12.000 nmi (22.000 km) khi đi tốc độ đường trường 10 kn (19 km/h). Khi đi ngầm dưới nước, chúng sử dụng hai động cơ/máy phát điện Siemens-Schuckert 2 GU 345/34 tổng công suất 1.000 PS (740 kW; 990 shp). Tốc độ tối đa khi lặn là 7,3 kn (13,5 km/h), và tầm hoạt động 64 nmi (119 km) ở tốc độ 4 kn (7,4 km/h). Con tàu có khả năng lặn sâu đến 230 m (750 ft).
Vũ khí trang bị có sáu ống phóng ngư lôi 53,3 cm (21 in), bao gồm bốn ống trước mũi và hai ống phía đuôi, và mang theo tổng cộng 22 quả ngư lôi 53,3 cm (21 in). Tàu ngầm Type IX trang bị một hải pháo 10,5 cm (4,1 in) SK C/32 với 110 quả đạn, một pháo phòng không 3,7 cm (1,5 in) SK C/30 và hai pháo phòng không 2 cm (0,79 in) C/30. Thủy thủ đoàn bao gồm 4 sĩ quan và 44 thủy thủ.

### Chế tạo
U-107 được đặt hàng vào ngày 24 tháng 5, 1938, và được đặt lườn tại xưởng tàu AG Weser của hãng DeSchiMAG ở Bremen vào ngày 6 tháng 12, 1939. Nó được hạ thủy vào ngày 2 tháng 7, 1940, và nhập biên chế cùng Hải quân Đức Quốc Xã vào ngày 8 tháng 10, 1940 dưới quyền chỉ huy của Hạm trưởng, Thiếu tá Hải quân Günter Hessler.

## Lịch sử hoạt động

### 1941

#### Chuyến tuần tra thứ nhất
U-107 xuất phát từ Wilhelmshaven vào ngày 24 tháng 1, 1941 cho chuyến tuần tra đầu tiên trong chiến tranh. Nó tiến ra Bắc Hải, rồi băng qua khe GIUK giữa các quần đảo Shetland và Faroe để hoạt động trong vùng biển Bắc Đại Tây Dương về phía Tây Ireland (Khu vực Tiếp cận phía Tây). Ở vị trí về phía Tây Nam Iceland vào ngày 3 tháng 2, nó phóng ngư lôi đánh chìm chiếc tàu buôn Anh Empire Citizen 4.683 GRT vốn bị phân tán khỏi Đoàn tàu OB 279. Đến cuối ngày hôm đó, nó tiếp tục đánh chìm chiếc tàu chiến phụ trợ Anh HMS Crispin 5.051 GRT vốn bị tách rời khỏi Đoàn tàu OB 280 ở vị trí về phía Tây Bắc Rockall.
Ba ngày sau đó, nó đánh chìm chiếc tàu buôn Canada Maplecourt 3.388 GRT, vốn bị phân tán khỏi Đoàn tàu SC 20, ở vị trí 120 nmi (220 km) về phía Tây Rockall. Đến ngày 23 tháng 2, nó tiếp tục đánh chìm chiếc tàu chiến phụ trợ Anh Manistee 5.360 GRT, vốn bị phân tán khỏi Đoàn tàu OB 288, ở vị trí về phía Nam Iceland. U-107 kết thúc chuyến tuần tra và đi đến cảng Lorient bên bờ biển Đại Tây Dương của Pháp đã bị Đức chiếm đóng, đến nơi vào ngày 1 tháng 3. Lorient trở thành căn cứ hoạt động của U-107 trong hầu hết các chuyến tuần tra tiếp theo của nó.

#### Chuyến tuần tra thứ hai
U-107 rời cảng Lorient vào ngày 29 tháng 3 cho chuyến tuần tra thứ hai, và hướng xuống phía Nam để hoạt động trong khu vực Đại Tây Dương dọc theo bờ biển Tây Phi. Đây trở thành chuyến tuần tra thành công nhất của một tàu ngầm U-boat trong suốt Thế Chiến II, với 14 tàu bè có tổng tải trọng 86.699 GRT bị đánh chìm dọc bờ biển Châu Phi. Trong các ngày 3 và 4 tháng 5, nó cùng với tàu ngầm U-105 được tiếp nhiên liệu từ tàu tiếp liệu Egerland, vốn đã ngụy trang như một tàu buôn Hoa Kỳ, rồi năm ngày sau đó lại được Egerland cung cấp thêm 14 quả ngư lôi, nhiên liệu, thực phẩm và nước uống. U-107 kết thúc chuyến tuần tra tại Lorient vào ngày 2 tháng 7.

#### Chuyến tuần tra thứ ba
U-107 lại xuất phát từ căn cứ Lorient vào ngày 6 tháng 9 cho chuyến tuần tra thứ ba, và lại tiếp tục hoạt động trong vùng biển Đại Tây Dương quen thuộc ngoài khơi Tây Phi. Tuy nhiên chiếc U-boat không thể lặp lại thành tích xuất sắc trước đây, khi chỉ đánh chìm được ba tàu buôn Anh Dixcove 3.790 GRT, Lafian 4.876 GRT, và John Holt 4.975 GRT cùng thuộc Đoàn tàu SL-87 vào ngày 24 tháng 9. Đến ngày 25 tháng 10, U-107 chuyển hai thủy thủ mắc bệnh sang tàu ngầm U-125 để đưa về căn cứ. Bản thân nó quay trở về Lorient vào ngày 11 tháng 11.

#### Chuyến tuần tra thứ tư
U-107 sau đó có một chuyến tuần tra ngắn từ ngày 10 đến ngày 26 tháng 12, và đã hoạt động ở lối ra vào phía Tây của eo biển Gibraltar. Nó không đánh chìm được mục tiêu nào trong chuyến đi này.

### 1942

#### Chuyến tuần tra thứ năm
U-107 xuất phát từ cảng Lorient vào ngày 7 tháng 1, 1942 cho chuyến tuần tra thứ năm, và đã băng qua suốt Đại Tây Dương để hoạt động tại vùng biển dọc theo bờ biển Đông Bắc Hoa Kỳ. Tại đây nó đã lần lượt đánh chìm các tàu chở dầu Anh San Arcadio 7.419 GRT vào ngày 31 tháng 1, tàu buôn Hoa Kỳ Major Wheeler 3.431 GRT vào ngày 6 tháng 2, và gây hư hại cho chiếc tàu chở dầu Na Uy Egda 10.068 GRT vào ngày 21 tháng 2. U-107 kết thúc chuyến tuần tra tại Lorient vào ngày 7 tháng 3.

#### Chuyến tuần tra thứ sáu

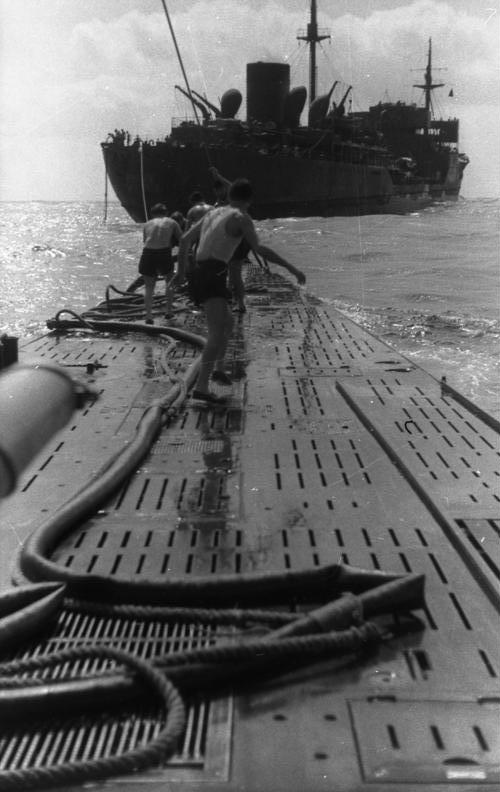
U-107 gặp gỡ một tàu tiếp liệu tại khu vực Nam Đại Tây Dương

Khởi hành từ cảng Lorient vào ngày 21 tháng 4 cho chuyến tuần tra thứ sáu, U-107 một lần nữa băng qua suốt Đại Tây Dương để hoạt động dọc theo bờ biển Đông Nam Hoa Kỳ và trong vùng biển Caribe. Tại đây nó đã đánh chìm bảy tàu buôn Hoa Kỳ, Anh , Hà Lan, Panama và Honduras với tổng tải trọng 27.018 GRT. Chiếc U-boat quay trở về Lorient vào ngày 11 tháng 7.

#### Chuyến tuần tra thứ bảy
U-107 xuất phát từ cảng Lorient vào ngày 15 tháng 8 cho chuyến tuần tra thứ bảy, và đã hướng xuống phía Nam để hoạt động ở lối ra vào phía Tây của eo biển Gibraltar và dọc theo bờ biển Tây Phi. Vào ngày 3 tháng 9, chiếc U-boat tấn công một đoàn tàu năm chiếc không được hộ tống ở vị trí cách mũi Sines gần bờ biển Bồ Đào Nha 3 nmi (5,6 km), đánh chìm được các tàu buôn Anh Hollinside 4.172 GRT và Penrose 4.343 GRT. Sau đó ở vị trí khoảng 200 nmi (370 km) về phía Tây Nam Freetown, Sierra Leone, nó phóng ngư lôi đánh chìm tàu biển chở hành khách Anh Andalucia Star 14.943 GRT vào ngày 7 tháng 10. U-107 kết thúc chuyến tuần tra tại Lorient vào ngày 18 tháng 11.

### 1943

#### Chuyến tuần tra thứ tám
Trong chuyến tuần tra tiếp theo, diễn ra từ ngày 30 tháng 1 đến ngày 25 tháng 3, 1943, U-107 đã hoạt động dọc theo bờ biển Bồ Đào Nha và tại lối ra vào phía Tây của eo biển Gibraltar. Vào ngày 22 tháng 2, ở vị trí giữa các đảo São Miguel và Terceira thuộc quần đảo Azores, nó phóng ngư lôi đánh chìm chiếc tàu buôn Anh Roxborough Castle 7.801 GRT. Sau đó đến ngày 13 tháng 3, ở vị trí khoảng 190 nmi (350 km) về phía Tây mũi Finisterre (Tây Ban Nha), chiếc U-boat tấn công Đoàn tàu OS-44, đánh chìm các tàu buôn Anh Oporto 2.352 GRT, Marcella 4.592 GRT,  SS Clan Alpine 5.442 GRT, và tàu buôn Hà Lan Sembilangan 4.990 GRT.
Trên đường quay trở về căn cứ Lorient, chiếc U-boat bị một máy bay ném bom Armstrong Whithworth Whitley thuộc Liên đội 10 Không quân Hoàng gia Anh tấn công trong vịnh Biscay lúc 14 giờ 35 phút ngày 22 tháng 3. Sáu quả mìn sâu được thả xuống, nhưng U-107 đã kịp thời lặn xuống độ sâu đủ an toàn, trên tránh không bị hư hại, và về đến căn cứ ba ngày sau đó.

#### Chuyến tuần tra thứ chín
U-107 rời cảng Lorient vào ngày 24 tháng 4 cho chuyến tuần tra thứ chín, và đã hoạt động tại khu vực giữa Đại Tây Dương trước khi quay trở về căn cứ vào ngày 26 tháng 5. Vào ngày 1 tháng 5, ở vị trí về phía Đông Bắc quần đảo Azores, nó phóng ngư lôi đánh chìm chiếc tàu buôn Anh Port Victor 12.411 GRT tại tọa độ 47°49′B 22°02′T / 47,817°B 22,033°T.

#### Chuyến tuần tra thứ mười
Trong chuyến tuần tra tiếp theo, diễn ra từ ngày 28 tháng 7 đến ngày 3 tháng 10, U-107 băng qua suốt Đại Tây Dương để hoạt động dọc theo bờ biển Đông Nam Hoa Kỳ ngoài khơi Florida. Tại đây nó đã lần lượt phóng ngư lôi tấn công, gây hư hại cho chiếc tàu buôn Hoa Kỳ Albert Gallatin 7.176 GRT vào ngày 28 tháng 8, và chiếc tàu tiếp dầu Hoa Kỳ USS Rapidan 8.246 GRT vào ngày 11 tháng 9.

#### Chuyến tuần tra thứ mười một
Sau một chuyến đi ngắn từ Lorient đến cảng St. Nazaire cùng bên bờ Đại Tây Dương của Pháp, U-107 khởi hành từ đây vào ngày 16 tháng 11 cho chuyến tuần tra thứ mười một, và hoạt động tại vùng biển phía Tây vịnh Biscay. Chiếc U-boat đã không đánh chìm được mục tiêu nào, và trong chặng quay trở về vào ngày 4 tháng 1, 1944, nó bị một máy bay ném bom bốn động cơ bắn phá, khiến một thủy thủ bị thương nhẹ. Đến ngày 7 tháng 1, trong khoảng từ 00 giờ 08 phút đến 01 giờ 20 phút, con tàu lại bị tấn công bốn lần bởi máy bay đối phương, nhưng thoát được mà không bị hư hại. Nó về đến căn cứ Lorient vào ngày hôm sau.

### 1944

#### Chuyến tuần tra thứ mười hai
Trong chuyến tuần tra thứ mười hai diễn ra từ ngày 10 tháng 5 đến ngày 23 tháng 7, 1944, U-107 đã băng qua suốt Đại Tây Dương để hoạt động áp sát vùng bờ Đông Hoa Kỳ. Tại đây vào ngày 13 tháng 6, U-107 phóng hai quả ngư lôi tấn công thuyền buồm Hoa Kỳ Lark 148 GRT tại tọa độ 43°00′B 65°12′T / 43°B 65,2°T nhưng không trúng đích, nên đã trồi lên mặt nước và bắn phá bằng pháo 37-mm và 20-mm trước khi bỏ đi. Lark chỉ bị hư hại và quay về cảng an toàn.

#### Chuyến tuần tra thứ mười ba - Bị mất
U-107 xuất phát từ cảng Lorient vào ngày 16 tháng 8 cho một chuyến đi vận tải ngắn sang cảng La Pallice, La Rochelle. Nó bị chặn đánh trong vịnh Biscay về phía Tây La Rochelle vào ngày 18 tháng 8, và bị một thủy phi cơ Short Sunderland thuộc Liên đội 201 Không quân Hoàng gia Anh thả mìn sâu đánhchìm tại tọa độ 46°46′B 03°49′T / 46,767°B 3,817°T. Toàn bộ 58 thành viên thủy thủ đoàn của U-107 đều tử trận. 

### "Bầy sói" tham gia
U-107 từng tham gia 15 bầy sói:
- Störtebecker (5 – 7 tháng 11, 1941)
- Seeräuber (14 – 23 tháng 12, 1941)
- Blücher (23 – 28 tháng 8, 1942)
- Iltis (6 – 23 tháng 9, 1942)
- Hartherz (3 – 7 tháng 2, 1943)
- Delphin (11 – 14 tháng 2, 1943)
- Robbe (16 tháng 2 – 13 tháng 3, 1943)
- Amsel 2 (4 – 6 tháng 5, 1943)
- Elbe (7 – 10 tháng 5, 1943)
- Elbe 2 (10 – 14 tháng 5, 1943)
- Weddigen (24 tháng 11 – 7 tháng 12, 1943)
- Coronel (7 – 8 tháng 12, 1943)
- Coronel 2 (8 – 14 tháng 12, 1943)
- Coronel 3 (14 – 17 tháng 12, 1943)
- Borkum (18 – 30 tháng 12, 1943)

### Tóm tắt chiến công
U-107 đã đánh chìm được tám tàu buôn tổng tải trọng 43.945 GRT và hai tàu chiến tổng tải trọng 22.947 tấn, đồng thời gây hư hại cho ba tàu buôn khác:
| Ngày             | Tên tàu           | Quốc tịch              | Tải trọng | Số phận      |
| ---------------- | ----------------- | ---------------------- | --------- | ------------ |
| 3 tháng 2, 1941  | Empire Citizen    | United Kingdom         | 4.683     | Bị đánh chìm |
| 3 tháng 2, 1941  | HMS Crispin       | Hải quân Hoàng gia Anh | 5.051     | Bị đánh chìm |
| 6 tháng 2, 1941  | Maplecourt        | Canada                 | 3.388     | Bị đánh chìm |
| 23 tháng 2, 1941 | HMS Manistee      | Hải quân Hoàng gia Anh | 5.360     | Bị đánh chìm |
| 8 tháng 4, 1941  | Eskdene           | United Kingdom         | 3.829     | Bị đánh chìm |
| 8 tháng 4, 1941  | Helena Margareta  | United Kingdom         | 3.316     | Bị đánh chìm |
| 9 tháng 4, 1941  | Harpathian        | United Kingdom         | 4.671     | Bị đánh chìm |
| 9 tháng 4, 1941  | Duffield          | United Kingdom         | 8.516     | Bị đánh chìm |
| 21 tháng 4, 1941 | Calchas           | United Kingdom         | 10.305    | Bị đánh chìm |
| 30 tháng 4, 1941 | Lassell           | United Kingdom         | 7.417     | Bị đánh chìm |
| 17 tháng 5, 1941 | Marisa            | Netherlands            | 8.029     | Bị đánh chìm |
| 18 tháng 5, 1941 | Piako             | United Kingdom         | 8.286     | Bị đánh chìm |
| 27 tháng 5, 1941 | Colonial          | United Kingdom         | 5.108     | Bị đánh chìm |
| 28 tháng 5, 1941 | Papalemos         | Greece                 | 3.748     | Bị đánh chìm |
| 31 tháng 5, 1941 | Sire              | United Kingdom         | 5.664     | Bị đánh chìm |
| 1 tháng 6, 1941  | Alfred Jones      | United Kingdom         | 5.013     | Bị đánh chìm |
| 8 tháng 6, 1941  | Adda              | United Kingdom         | 7.816     | Bị đánh chìm |
| 13 tháng 6, 1941 | Pandias           | Greece                 | 4.981     | Bị đánh chìm |
| 24 tháng 9, 1941 | John Holt         | United Kingdom         | 4.975     | Bị đánh chìm |
| 24 tháng 9, 1941 | Dixcove           | United Kingdom         | 3.790     | Bị đánh chìm |
| 24 tháng 9, 1941 | Lafian            | United Kingdom         | 4.876     | Bị đánh chìm |
| 31 tháng 1, 1942 | San Arcadio       | United Kingdom         | 7.419     | Bị đánh chìm |
| 6 tháng 2, 1942  | Major Wheeler     | United States          | 3.431     | Bị đánh chìm |
| 21 tháng 2, 1942 | Egda              | Norway                 | 10.068    | Bị hư hại    |
| 29 tháng 5, 1942 | Western Head      | United Kingdom         | 2.599     | Bị đánh chìm |
| 1 tháng 6, 1942  | Bushranger        | Panama                 | 4.536     | Bị đánh chìm |
| 7 tháng 6, 1942  | Castilla          | Honduras               | 3.910     | Bị đánh chìm |
| 8 tháng 6, 1942  | Suwied            | United States          | 3.249     | Bị đánh chìm |
| 10 tháng 6, 1942 | Merrimack         | United States          | 2.606     | Bị đánh chìm |
| 19 tháng 6, 1942 | Cheerio           | United States          | 35        | Bị đánh chìm |
| 26 tháng 6, 1942 | Jagersfontein     | Netherlands            | 10.083    | Bị đánh chìm |
| 3 tháng 9, 1942  | Hollinside        | United Kingdom         | 4.172     | Bị đánh chìm |
| 3 tháng 9, 1942  | Penrose           | United Kingdom         | 4.393     | Bị đánh chìm |
| 7 tháng 10, 1942 | Andalucia Star    | United Kingdom         | 14.943    | Bị đánh chìm |
| 22 tháng 2, 1943 | Roxborough Castle | United Kingdom         | 7.801     | Bị đánh chìm |
| 13 tháng 3, 1943 | SS Clan Alpine    | United Kingdom         | 5.442     | Bị đánh chìm |
| 13 tháng 3, 1943 | Marcella          | United Kingdom         | 4.592     | Bị đánh chìm |
| 13 tháng 3, 1943 | Oporto            | United Kingdom         | 2.352     | Bị đánh chìm |
| 13 tháng 3, 1943 | Sembilangan       | Netherlands            | 4.990     | Bị đánh chìm |
| 1 tháng 5, 1943  | Port Victor       | United Kingdom         | 12.411    | Bị đánh chìm |
| 28 tháng 8, 1943 | Albert Gallatin   | United States          | 7.176     | Bị hư hại    |
| 11 tháng 9, 1943 | USS Rapidan       | Hải quân Hoa Kỳ        | 8.246     | Bị hư hại    |
| 13 tháng 6, 1944 | Lark              | United States          | 148       | Bị hư hại    |